# 吉米·德尔沙德

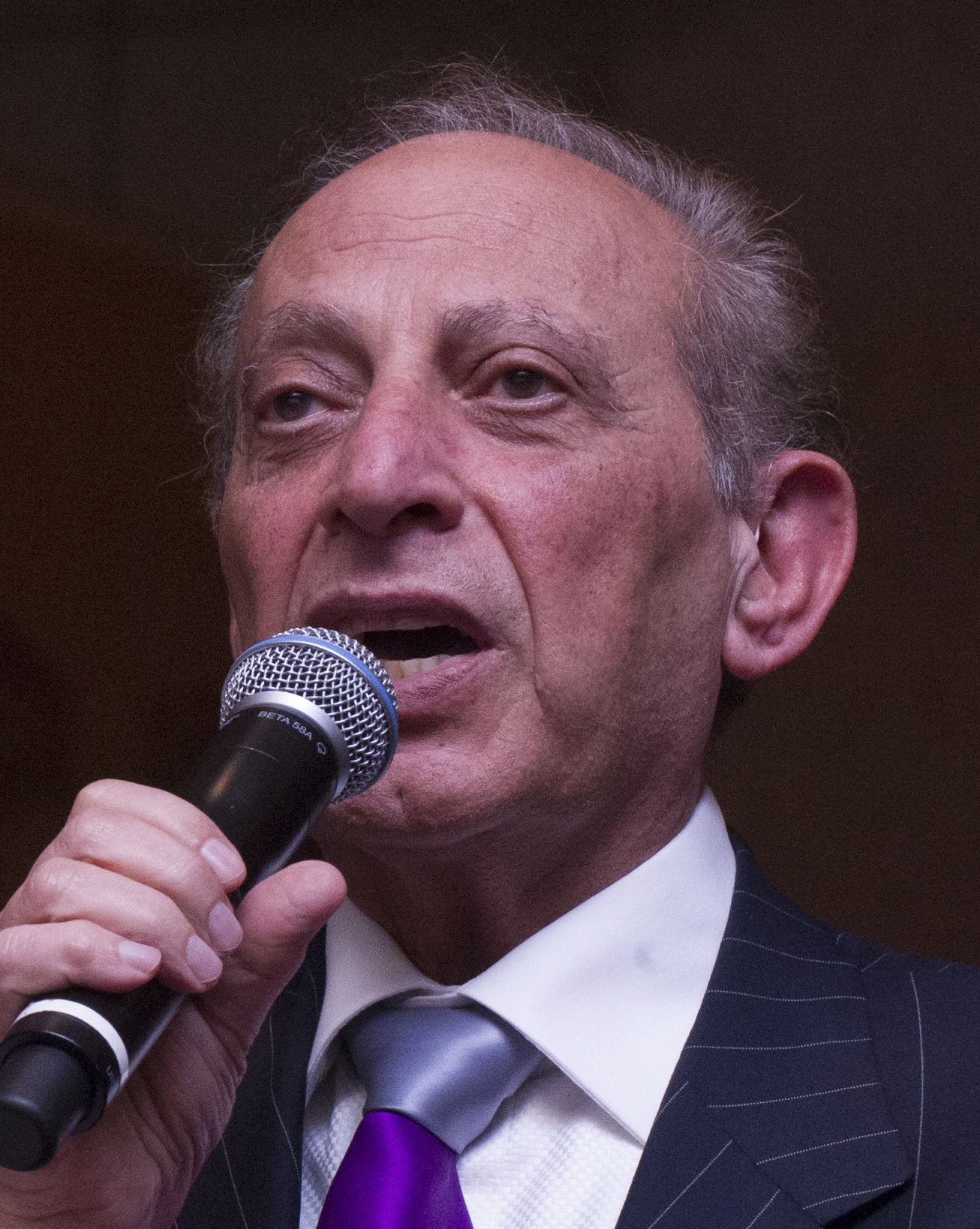
吉米·德尔沙德

吉米·德尔沙德（波斯語：جیمی دلشاد，英語：Jimmy Delshad）（1940年—），美国政治人物，加利福尼亚州比华利山市的第一位伊朗裔市长。
德尔沙德于出生在伊朗设拉子，1958年18岁时来到美国。对他来说，从设拉子到比华利山的道路漫长而富有成就。他在1965年取得大学学位后，进入了刚刚兴起的电脑技术行业，几年后创建了自己的公司并获得成功。德尔沙德在洛杉矶地区居住多年以后，于1989年搬到比华利山，2003年被选为比华利山市议员。2007年被选为比华利山市长。2009年被选为比华利山副市长。